# Bactrocera eximia
Bactrocera eximia är en tvåvingeart som beskrevs av Drew 1989. Bactrocera eximia ingår i släktet Bactrocera och familjen borrflugor. Inga underarter finns listade.